# Inishgort
Inishgort är en ö i republiken Irland.   Den ligger i grevskapet County Galway och provinsen Connacht, i den västra delen av landet, 270 km väster om huvudstaden Dublin. Arean är 0,25 kvadratkilometer.
Terrängen på Inishgort är platt. Öns högsta punkt är 13 meter över havet. Den sträcker sig 0,8 kilometer i nord-sydlig riktning, och 0,6 kilometer i öst-västlig riktning.